# Morsang-sur-Orge
Morsang-sur-Orge là một xã ở tỉnh Essonne thuộc vùng Île-de-France miền bắc nước Pháp.
Theo điều tra dân số năm 1999, dân số xã này là 19.335 người. Ước tính dân số năm 2005 là 21.700.
Danh xưng cư dân địa phương Morsang-sur-Orge trong tiếng Pháp là Morsaintois.

## Transport
Morsang-sur-Orge is served by no station of the Paris Métro, RER, or suburban rail network. The closest station to Morsang-sur-Orge is Savigny-sur-Orge station on Paris RER line Bản mẫu:P rer C. This station is located in the neighboring commune of Savigny-sur-Orge, 1,6 km (0,99 mi).(1 mile) from the town center of Morsang-sur-Orge.